# 沈瑩 (武將)
沈瑩（3世纪—280年），中国三国時代孙吴武将。

## 生平
沈瑩担任丹陽郡太守。西晋攻打东吴，孫皓派張悌、沈瑩、孫震率三万兵迎战晋軍。沈莹料定长江上游的荆州必将失守，建议张悌固守牛渚（今安徽省当涂县北），张悌不听决定渡長江，到北岸和晋軍決战。
晋軍至長江北岸，沈瑩率丹陽精兵五千，号「青巾兵」，三度出击晋軍，不能击败。吴軍陷入苦战，晋朝降兵在後方造反，吴軍大乱。晋軍发动攻势，吴軍大败。沈瑩、張悌都被晋軍俘虜、斬首。

## 著作
沈瑩著有《臨海水土異物志》。同書中记载的「夷州」，部分學者认为是台湾，是记载台湾最古老的文献之一，但現多數史學者對此有所質疑。

## 艺术形象
小説《三国演义》描写沈瑩是东吴左将軍，於牛渚和晋軍決战，被晋将周旨斬殺。